# Alticus simplicirrus
Alticus simplicirrus är en fiskart som beskrevs av Smith-vaniz och Springer, 1971. Alticus simplicirrus ingår i släktet Alticus och familjen Blenniidae. Inga underarter finns listade i Catalogue of Life.